# Hymenocephalus (растение)
Hymenocephalus (лат.) — монотипный род двудольных растений семейства Астровые (Asteraceae), включающий вид Hymenocephalus rigidus Jaub. & Spach. Выделен французскими ботаниками Ипполитом Франсуа Жобером и Эдуардом Спашем в 1847 году.

## Распространение
Единственный вид является эндемиком Ирана, распространённым в Исфахане.

## Общая характеристика
Многолетние растения.
Листья хлопьевидно-войлочные, жёсткие, прямые, продолговато-яйцевидной формы.
Близки представителям рода Василёк (Centaurea).

## Экология
Hymenocephalus rigidus поражается тлями вида Uroleucon hymenocephali Rezwani & Lampel.